# Батоґово
Батоґово (пол. Batogowo) — село в Польщі, у гміні Сипнево Маковського повіту Мазовецького воєводства.
Населення — 41 особа (2011).
У 1975-1998 роках село належало до Остроленцького воєводства.

## Демографія
Демографічна структура станом на 31 березня 2011 року:
|          | Загалом | Допрацездатний вік | Працездатний вік | Постпрацездатний вік |
| -------- | ------- | ------------------ | ---------------- | -------------------- |
| Чоловіки | 21      | 6                  | 13               | 2                    |
| Жінки    | 20      | 5                  | 9                | 6                    |
| Разом    | 41      | 11                 | 22               | 8                    |